# Abdullahi Ali Ahmed Waafow
Abdullahi Ali Ahmed Waafow (mất ngày 27 tháng 7 năm 2022) là một vị tướng và chính trị gia người Somalia, từng phục vụ trong Quốc hội Liên bang Chuyển tiếp lần thứ 8 của Somalia vào những năm 2000.Là thành viên của gia tộc Bimaal, Waafow sau này trở thành thị trưởng (ủy viên quận) của thành phố phía nam Merca ở vùng Lower Shabelle, một vị trí mà ông sẽ giữ cho đến khi bị ám sát.
Vào ngày 27 tháng 7 năm 2022, Waafow bị giết khi một kẻ đánh bom liều chết al-Shabaab chạy đến chỗ anh ta và kích nổ trong khi Waafow đang phát biểu bên ngoài một văn phòng hành chính ở Merca..Khoảng 20 người khác cũng thiệt mạng, chủ yếu là các cố vấn và nhân viên an ninh của Waafow.Waafow là mục tiêu của al-Shabaab do anh ta ủng hộ lực lượng gìn giữ hòa bình AMISOM ở Lower Shabelle.